# Torrada
|  | Aquest article tracta sobre tècnica culinària. Si cerqueu torrada de pa, vegeu «pa torrat». |

|  | Aquest article tracta sobre rostit utilitzant el forn o les brasses. Si cerqueu el rostit en cassola de fang al fogó, vegeu «rostit humit». |

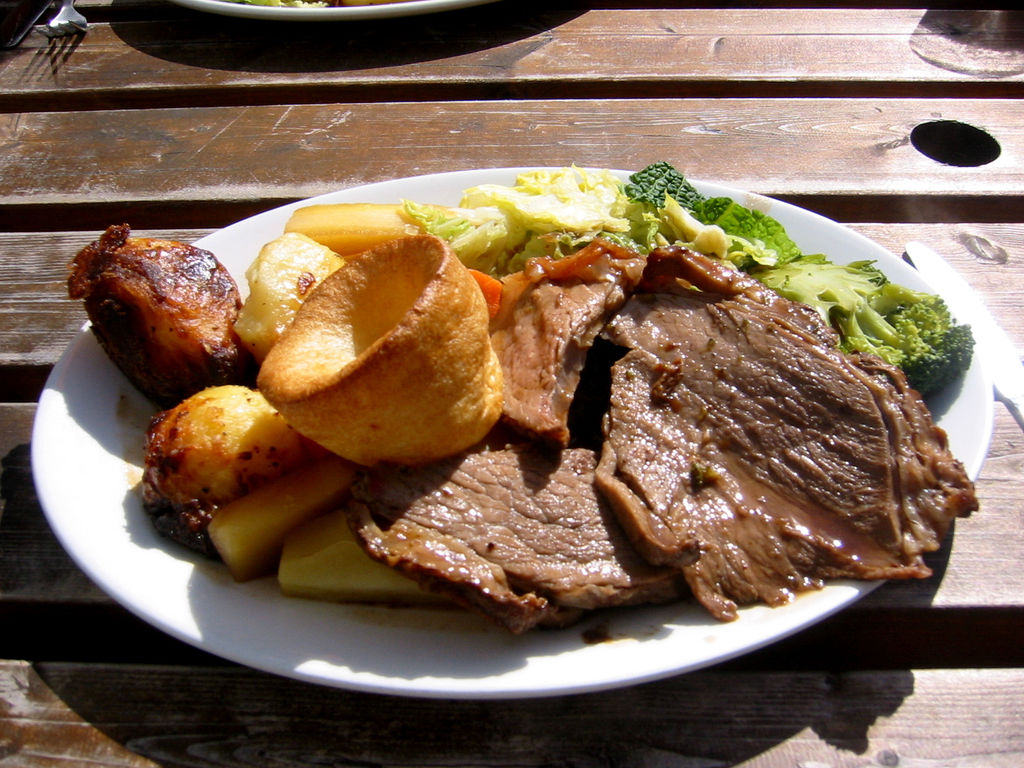
Sunday roast: patates i bou rostits, verdures i, sobre la carn, una mena de madalena salada anomenada púding de Yorkshire (Yorkshire pudding)

La torrada o rostida al forn és una tècnica culinària bàsica en la qual es daura o es cou la menja emprant estris com una torradora o un forn.
Entre els plats típicament torrats a la cuina dels Països Catalans figuren el pa torrat, els calçots i el pollastre a l'ast. En altres cuines, per exemple la castellana o les dels països nòrdics, s'usa molt més, i és més típica amb peces grans de carn i peixos sencers. Alguns dels plats més coneguts cuinats amb aquesta tècnica són el bou rostit (o roast beef) britànic i el porc rostit (o cochinillo) castellà.

## Tipus
El rostit sec pot fer-se al forn, o també directament sobre el foc en brases, normalment amb una graella o un pal. En el cas d'usar un pal es diu a l'ast, si aquest és horitzontal, o quebap si és vertical. Als països del Magrib el xai sencer rostit, suportat en un pal o una gran graella giratòria, es diu mexui.
A Catalunya el rostits secs (vegeu rostit humit) tradicionals i més usats són els peixos sencers cuits al forn, amb oli d'oliva i sovint sobre un llit de patates i cebes en làmines; i l'anomenat rostit en crosta, que consisteix a anar assecant i enrossint la part exterior d'una peça gran de carn (per exemple, una espatlla, una cuixa o un costellam de xai), untant-la amb saïm, oli d'oliva o aigua, fins que l'interior sigui cuit i comestible.

## Tècniques diferents
No s'ha de confondre aquesta tècnica amb la tècnica també anomenada popularment rostit en català, ja que s'utilitza molt més a Catalunya que el rostit al forn, i que formalment s'anomena rostit humit, a la qual els aliments es couen lentament al fogó, sovint en una cassola de fang, conservant la humitat de les carns i de les verdures. Aquest altre rostit, l'humit, també pot anomenar-se rostit en cassola de fang.